# Aminotriazole
Aminotriazole o 3-amino-1,2,4-triazole (3-AT) és un compost orgànic heterocíclic que consisteix en un 1,2,4-triazol substituït amb un grup amino.
3-AT és un inhibidor competitiu del producte de gen HIS3, imidazoleglicerol-fosfat deshidratat. L'imidazolglycerol-fosfat deshidratat és un enzim catalitzador del sisè pas de la producció d'histidina.
3-AT és també un herbicida, triazole sistèmic no-selectiu utilitzat en camps de conreu no alimentaris per controlar l'herba anual, fulles i les males herbes aquàtiques. No és utilitzat en conreus de menjar perquè té propietats cancerígenes. Com a herbicida, també és conegut com a aminotriazole, amitrole o amitrol.
L'amitrol està inclòs en la llista de biocides prohibits, a partir d'una proposta de l'Agència de Química Sueca, de la Unió Europea que va ser aprovada pel Parlament Europeu el 13 de gener de 2009.